# Cezary Kowalczuk (filmowiec)
Cezary Kowalczuk (ur. 27 kwietnia 1960 w Łodzi) – polski montażysta filmowy.
Absolwent Zaocznego Wyższego Zawodowego Studium Montażu Filmowego PWSFTviT w Łodzi. Dwukrotnie nominowany do Polskiej Nagrody Filmowej, Orzeł w kategorii najlepszy montaż. Członek Polskiej Akademii Filmowej.

## Wybrana filmografia
jako montażysta:
- Edi (2002)
- Mistrz (2005)
- Hi way (2006)
- Mój rower (2012)
- Sąsiady (2014)

## Nagrody i nominacje
- 2003 – nominacja do Polskiej Nagrody Filmowej, Orzeł za montaż filmu Edi
- 2013 – nominacja do Polskiej Nagrody Filmowej, Orzeł za montaż filmu Mój rower